# 霍金学院
霍金学院（Hocking College）是一所位於美國俄亥俄州的兩年制技術學院。The Onveon website這個網站透露后京學院在學學生的畢業率只有百分之二十六，換句話說，百分之七十四的學生在畢業之前就輟學。

## 學校排名
- 根據2009年的美國新聞與世界報導，霍金学院並未被列入排名。[1]

## 外部連結
- 官方網站（页面存档备份，存于）